# Sveta Paula
Sveta Paula ili Paula Rimska (Rim, 347. – Betlehem, 26. siječnja 404.), kršćanska svetica, poznata kao jedna od ranih žena-asketa kasnije poznatih kao Pustinjske majke. 

## Životopis
Rodila se u uglednoj rimskoj patricijskoj obitelji od majke Blesile i oca Rogatusa. Rani život je provela u bogatstvu i raskoši. Udala se za poganina Toksocija, kome je rodila sina Toksocija te četiri kćeri - Rufinu, Paulinu (koja će se udati za Svetog Pamahija, te Blesilu i Eustohiju koje će i same postati svetice. 
Život joj se promijenio nakon što joj je oko 379. umro muž, a ona se pod utjecajem Svete Marcele počela zanimati za kršćanski monasticizam. Oko 382. godine je upoznala Jeronima, s kojim će voditi prepisku i pomagati mu prilikom prevođenja Biblije na latinski. Ubrzo joj umire još troje djece. Kćerka Eustohija pošla s majkom na put u Svetu Zemlju. Tamo je u Betlehemu osnovala ženski samostan. U Betlehemu umire 26. siječnja 404. godine, u 57. godini života. 

## Vanjske poveznice
- (tal.) Sveta Paula Rimska
- (engl.) Biblija i žene hodočasnice
- (engl.) Pisma Jeonima i Paule